# Harrington (Delaware)
Harrington er en amerikansk by i Sussex County, i staten Delaware. Harrington har 3.774(2020) indbyggere.